# Gbarnga
Gbarnga ist eine Stadt und Verwaltungszentrum in Liberia. Sie ist Hauptstadt des Bong County.

## Lage
Die Stadt liegt rund 170 km nordöstlich der Landeshauptstadt Monrovia am Jaw River.

## Bevölkerung
Die Bevölkerung bestand ursprünglich aus Kpelle, heute gibt allerdings auch viele Mandinka. Bei der letzten Volkszählung im Jahr 2008 zählte der Ort  Bewohner. Heute wird die Einwohnerzahl rund 45.835 Personen gezählt, womit Gbarnga als zweitgrößte Stadt des Landes gilt.

## Religion
Etwa 70 Prozent der Bevölkerung Liberias bekennen sich zu traditionellen Religionen, 20 Prozent (mit zunehmender Tendenz) sind Muslime und zehn Prozent (vorwiegend in der Küstenregion) sind Christen. Die Römisch-katholische Kirche hat in Liberia 166.000 Gläubige, davon entfallen auf das Bistum Gbarnga mit 14.300 Gläubigen, die Gründung erfolgte in den 1950er Jahren. Während des Bürgerkrieges wurden alle Missionsstationen, Schulen und Kirchen in der Region überfallen, geplündert und zerstört, Bischof Lewis Zeigler und seine Mitarbeiter mussten über die Grenze fliehen, um nicht getötet zu werden. In der Folge begann eine vom Bischof geführte Wiederaufbauarbeit erste Erfolge zu zeigen.

## Infrastruktur
Das Gebiet von Gbarnga hatte vor dem Bürgerkrieg eine separate Stromversorgung, Kleinkraftwerke produzierten 1400 KW. Vor dem Krieg verfügte die Stadt über mehrere Schulen. Im 16 km nordwestlich von ihr liegenden Suakoko lagen das Phebe Hospital, das Cuttington College und das Africa Museum. Das Museum wurde völlig geplündert und seine Gegenstände zerstört oder ins Ausland verkauft.

## Wirtschaft
Vor dem Bürgerkrieg gab es eine Fabrikationsstätte für die Aufbereitung von Naturkautschuk, eine Außenstelle der Cuttington Universität betrieb eine Versuchsfarm. Bedeutsam war auch die Geflügelzucht.

## Geschichte
Im liberianischen Bürgerkrieg hat die Stadt schwer gelitten, weil sie das Hauptquartier der von Charles Taylor geführten National Patriotic Front of Liberia (NPFL) war.
Im August 2005 war das Stadtgebiet von einer Hochwasserkatastrophe betroffen und musste evakuiert werden. Die Stadt Baltimore im US-Bundesstaat Maryland ist mit Gbarnga in einer Städtepartnerschaft verbunden.

## Persönlichkeiten
- Sekou Conneh, Politiker, Warlord und Präsidentschaftskandidat (2005)